# Gisela Röder
Gisela Röder, auch Röder-Maurer (* 5. März 1936 in Schwerin; † 24. August 2016 in Berlin) war eine deutsche Gebrauchsgrafikerin und Buchillustratorin.

## Leben und Werk
Gisela Röder studierte an der Hochschule für Bildende Künste Dresden und bis 1960 bei Ernst Jazdzewski, Werner Klemke, Arno Mohr und Klaus Wittkugel an der Hochschule für bildende und angewandte Kunst Berlin-Weißensee. Danach war sie in Berlin als Gebrauchsgrafikerin freiberuflich tätig. Sie arbeitete mit ihren Kommilitonen Axel Bertram, Joachim Fritsche, Hans-Joachim Schauß, Thomas Schleusing und Klaus Segner in der Gruppe 4 zusammen. Die Gruppe erlangte durch Projekte wie die grafische Neugestaltung des Berliner Metropol-Theaters rasch Bekanntheit und  „schuf zeit ihres Bestehens beispielhafte politische Plakate und wirkungsvolle Theater-, Film-, Ausstellungs- und Werbeplakate.“ Gisela Röder entwarf als Auftragsarbeiten insbesondere Film- und Theaterplakate, Prospekte, Postkarten, Buchumschläge und Vorlagen für Spielzeuge und zeichnete für Zeitschriften. 1968 gehörte sie zu den Preisträgern des Wettbewerbs Die besten Plakate des Jahres.
Seit den 1970er Jahren erlangte Gisela Röder Bedeutung als Buchillustratorin, vor allem für Kinderbücher. In der DDR arbeitete sie u. a. für die Berliner Verlage Kinderbuchverlag Berlin, Junge Welt, Neues Leben, Verlag der Nation, Volk und Gesundheit und Tribüne, die Leipziger Verlage Verlag für die Frau und St. Benno und für den Domowina-Verlag, Bautzen, und den Postreiter-Verlag, Halle/Saale. Nachdem einige dieser Verlage nach der deutschen Wiedervereinigung abgewickelt wurden oder keine Aufträge mehr erteilten, arbeitete sie noch für einige zumeist kleine Verlage wie Altis-Verlag, Oranienburg, Burckhardthaus-Laetare, Offenbach, Christliches Verlagshaus, Stuttgart, Loewe, Bindlach, und Unipart, Stuttgart.
Gisela Röder war bis 1990 Mitglied des Verbands Bildender Künstler der DDR.
Ein umfangreiches Depositum künstlerischer Arbeiten Gisela Röders befindet sich in der Staatsbibliothek Berlin.

## Ausstellungen (mutmaßlich unvollständig)

### Ausstellungen mit der Gruppe 4
- 1966: Greifswald, Stadtmuseum Greifswald
- 1967: Catania, Galleria Borgo
- 1969 Berlin, Kreiskulturhaus „Erich Weinert“

### Ausstellungsbeteiligungen
- 1965: Berlin, Deutsche Akademie der Künste („Junge Künstler. Gebrauchsgraphik“)
- 1967 bis 1988: Dresden, VI. Deutsche Kunstausstellung bis X. Kunstausstellung der DDR
- 1976 bis 1986: Berlin, vier Bezirkskunstausstellungen
- 1979: Berlin, Ausstellungszentrum am Fernsehturm („Buchillustrationen in der DDR. 1949–1979“)